# Fußballgolf

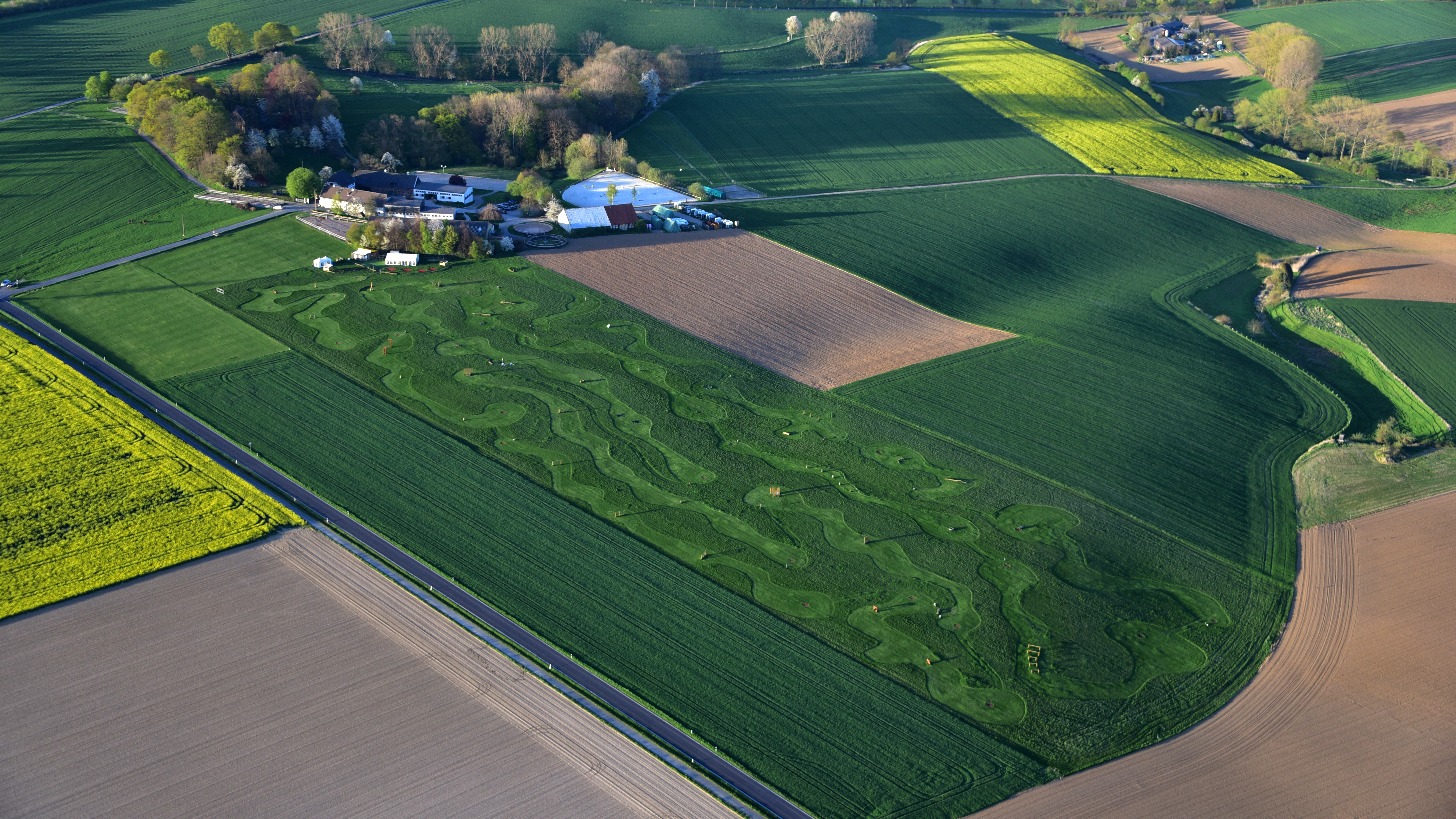
Fußballgolfplatz, Heiderhof bei Bonn, Luftaufnahme (2016)

Fußballgolf ist eine Ballsportart, die Elemente von Fußball und Golf kombiniert. Der Sport hat seinen Ursprung in Schweden, die ersten Anlagen dort entstanden in den 1980er Jahren. Seitdem wurden vor allem in Skandinavien über 50 Anlagen errichtet. Dem Fußballgolf ähnlich ist Buschball.

## Regeln und Spielablauf
Fußballgolf wird mit einem Fußball gespielt, der mit so wenigen Schüssen wie möglich in ein Ziel gebracht werden muss. Beim Ziel kann es sich um mit Beton ausgegossene Löcher im Boden, spezielle Netze oder höher gelegene Töpfe handeln.
Üblicherweise werden, wie beim Golf, nacheinander 18 Bahnen gespielt. Deren Länge beträgt jeweils zwischen 50 und 250 Meter. Für jede Bahn gibt es eine angegebene Par-Zahl, die als Richtlinie für die Anzahl der Schüsse dient. Die maximale Anzahl der Schüsse für jede Bahn beträgt das Dreifache der Par-Angabe.
Jede Berührung des Balls zählt als Schuss. Trifft der Ball ins Rough (hohes Gras, Unkraut), so darf er von dort aus weitergespielt werden. Fliegt oder rollt er auf eine andere Bahn, bekommt der Spieler einen Strafpunkt und der Ball wird zum Abschusspunkt zurückversetzt. Gelangt der Ball in die Bepflanzung am Feldrand oder an eine sonst unspielbare Stelle, darf er zurückversetzt werden und es gibt einen Strafpunkt.
Die Punkte werden nach Anzahl der Schüsse und Strafpunkte gerechnet. Der Spieler mit den wenigsten Punkten gewinnt das Spiel.

## Anlagen in Deutschland
Die erste Fußballgolfanlage Deutschlands wurde von Alex Kober im Juli 2006 in Dirmstein eröffnet. Seitdem eröffnen immer weitere Anlagen ihre Pforten für Besucher und Fußballgolfverrückte. Inzwischen findet man im gesamten Bundesgebiet mehr als 45 Anlagen:
- Bayern: Bodenkirchen (84115), Inzell (83334), Waging (83329), Rehling (86508), Zorneding (85604), Bad Staffelstein (96231), Opfenbach (88145), Leipheim (89340), Pleinfeld (91785), Pottenstein (91278), Beilngries (92339), Schönau (84337), Langenzenn (90579)
- Niedersachsen: Oldenburg (26125), Hohenkirchen (26434), Wiefelstede (26215), Bomlitz (29699), Hagen (27628), Sassenburg (38524), Lünne (48480), Salzhemmendorf (31020)
- Nordrhein-Westfalen: Detmold (32756), Delbrück-Westenholz (33126), Geldern-Walbeck (47608), Dortmund-Eving (44339), Elsdorf (50189), Königswinter (53639), Inden (52459)
- Baden-Württemberg: St. Leon-Rot (68789), Schluchsee (79856), Neuried-Dundenheim (77743), Ebhausen (72224), Pfullendorf (88630)
- Schleswig-Holstein: Wiemersdorf (24649), Owschlag (24811), Waabs (24369), Wangels (23758)
- Rheinland-Pfalz: Dirmstein (67246), Sembach (67681), Kandel (76870), Riol/Mosel (54340)
- Hessen: Breitscheid (35767), Karben (61184) und Wölfersheim (61200), Kelkheim (65779)[1]
- Sachsen: Ottendorf-Okrilla (01548)
- Brandenburg: Finsterwalde/Massen (03238), Kolpin (15526), Werder/Havel (14542)
- Sachsen-Anhalt: Neudorf im Harz (06493)
- Mecklenburg-Vorpommern: Schwerin (19057)
- Saarland: Beckingen (66701)

## Anlagen in Österreich
Auch in Österreich wächst die Begeisterung am Fußballgolfsport und so kommen auch neue Anlagen dazu. Die erste Anlage wurde im Juni 2007 in Taufkirchen/Pram eröffnet und 2009 leider wieder geschlossen. Im Jahr 2013 öffnete dann der Soccerpark Salzburg seine Pforten in Wals-Siezenheim. Weitere Anlagen in Österreich:
- Wals-Siezenheim (5071)
- Wagrain (5602)
- Schiedlberg (4521)
- Feistritz im Rosental (9162)
- Behamberg (4441)
- Sirnitz (9571)

## Weltmeisterschaften
Die erste Fußballgolf-WM fand 2007 im Soccerpark in Dirmstein (Deutschland) statt. 2008 war das schwedische Uppsala Gastgeber der zweiten Fußballgolf-WM. Im Juli 2009 richtete Sunds Fodboldgolf in Herning (Dänemark) die Weltmeisterschaft aus. Futbol Golf Catalunya in Macanet de Cabrenys (Spanien) veranstaltete 2010 die WM. 2011 war zum zweiten Mal der Soccerpark Dirmstein Gastgeber der Fußballgolf-WM. 2012 fand der Wettbewerb in Varde (Dänemark) statt. 2013 war Alunda (Schweden) Gastgeber der Weltmeisterschaft.

## Sonstiges
Weitere feste Fußballgolfbahnen befinden sich neben Schweden und Deutschland und Dänemark auch in Norwegen. In Spanien und Thailand existiert jeweils eine Fußballgolfanlage.